# Kolarstwo na Letnich Igrzyskach Olimpijskich 1932 – wyścig drużynowy na dochodzenie mężczyzn
Wyścig drużynowy na dochodzenie był jedną z konkurencji rozgrywanych podczas X Letnich Igrzysk Olimpijskich. Został rozegrany w dniach 2 - 3 sierpnia 1932 roku na drewnianym torze zbudowanym na stadionie Rose Bowl w Pasadenie.
Wystartowało 5 czteroosobowych zespołów.

## Wyniki

### Pierwsza runda
Do półfinałów kwalifikowały się cztery drużyny z najlepszymi czasami.
Wyścig 1
| Pozycja | Zawodnik                                                   | Reprezentacja | Czas   | Uwagi |
| ------- | ---------------------------------------------------------- | ------------- | ------ | ----- |
| 1.      | Marco Cimatti Paolo Pedretti Alberto Ghilardi Nino Borsari | Włochy        | 4:52,9 | q     |
| 2.      | Lew Rush Glen Robbins Russ Hun Frank Elliott               | Kanada        | 5:10,4 | q     |

Wyścig 2
| Pozycja | Zawodnik                                                      | Reprezentacja     | Czas   | Uwagi |
| ------- | ------------------------------------------------------------- | ----------------- | ------ | ----- |
| 1.      | Ernest Johnson William Harvell Frank Southall Charles Holland | Wielka Brytania   | 4:58,2 | q     |
| 2.      | Eddie Testa Ruggero Berti Harold Ade Russell Allen            | Stany Zjednoczone | 5:17,4 |       |

Wyścig 3
| Pozycja | Zawodnik                                                        | Reprezentacja | Czas   | Uwagi |
| ------- | --------------------------------------------------------------- | ------------- | ------ | ----- |
| 1.      | Amédée Fournier René Le Grevès Henri Mouillefarine Paul Chocque | Francja       | 4:54,4 | q     |

### Półfinały
Wyścig 1
| Pozycja | Zawodnik                                                        | Reprezentacja   | Czas   | Uwagi |
| ------- | --------------------------------------------------------------- | --------------- | ------ | ----- |
| 1.      | Amédée Fournier René Le Grevès Henri Mouillefarine Paul Chocque | Francja         | 4:53,9 | Q     |
| 2.      | Ernest Johnson William Harvell Frank Southall Charles Holland   | Wielka Brytania | 4:57,4 |       |

Wyścig 2
| Pozycja | Zawodnik                                                   | Reprezentacja | Czas   | Uwagi |
| ------- | ---------------------------------------------------------- | ------------- | ------ | ----- |
| 1.      | Marco Cimatti Paolo Pedretti Alberto Ghilardi Nino Borsari | Włochy        | 5:24,9 | Q     |
| 2.      | Lew Rush Glen Robbins Russ Hun Frank Elliott               | Kanada        | 5:34,4 |       |

### Wyścig o brązowy medal
| Pozycja | Zawodnik                                                      | Reprezentacja   | Czas   | Uwagi |
| ------- | ------------------------------------------------------------- | --------------- | ------ | ----- |
| brąz    | Ernest Johnson William Harvell Frank Southall Charles Holland | Wielka Brytania | 4:56,0 |       |
| 4.      | Lew Rush Glen Robbins Russ Hun Frank Elliott                  | Kanada          | 6:04,0 |       |

### Finał
| Pozycja | Zawodnik                                                        | Reprezentacja | Czas   | Uwagi |
| ------- | --------------------------------------------------------------- | ------------- | ------ | ----- |
| złoto   | Marco Cimatti Paolo Pedretti Alberto Ghilardi Nino Borsari      | Włochy        | 4:53,0 |       |
| srebro  | Amédée Fournier René Le Grevès Henri Mouillefarine Paul Chocque | Francja       | 4:55,7 |       |